# Сен-Вори (кантон)
Сен-Вори (фр. Saint-Vaury) — кантон во Франции, находится в регионе Лимузен. Департамент кантона — Крёз. Входит в состав округа Гере. Население кантона на 2006 год составляло 6941 человек.
Код INSEE кантона 2324. Всего в кантон Сен-Вори входят 9 коммун, из них главной коммуной является Сен-Вори.

## Коммуны кантона
- Анзем — население 555 чел.
- Бюсьер-Дюнуаз — население 1099 чел.
- Гартамп — население 141 чел.
- Ла-Брион — население 355 чел.
- Монтегю-ле-Блан — население 386 чел.
- Сен-Леже-ле-Геретуа — население 404 чел.
- Сен-Сильвен-Монтегю — население 190 чел.
- Сен-Сюльпис-ле-Геретуа — население 1986 чел.
- Сен-Вори — население 1825 чел.